# ليلي مارلين (فلم)
ليلي مارلين (بالإنجليزية: Lili Marleen) فيلم درامي ألماني غربي لعام 1981 من إخراج راينر فيرنر فاسبيندر وبطولة هانا شيجولا. الفيلم يعتمد على كتاب (السماوات لها ألوان كثيرة) السيرة الذاتية للمغنية لالي اندرسون. يروي الفيلم قصة مغنية ألمانية عام 1938، تقع في حب مؤلف موسيقي يهودي من زيورخ يساعد اليهود على الفرار من ألمانيا النازية. تريد المساعدة لكنها اضطرت للعودة إلى ألمانيا.

## طاقم التمثيل
هانا شيجولا: في دور ويلي
جيانكارلو جيانيني: في دور روبرت
ميل فيرير: في دور ديفيد مندلسون
كارل هاينز فون هاسل: في دور رومان هنكل
إريك شومان: في دور يواكيم فون ستريلو
هارك بوم: في دور هيوجو تاشنر
جوتفريد جون: في دور آرون نولت
كارين بعل: في دور آنا ليدر
كريستين كوفمان: في دور ميريام
اودو كير: في دور هاينريش دريويتز
روجر فريتز: في دور كريستوف كوفمان
راينر ويل: في دور إدجار بيرنت
راؤول جيمينيز: في دور إميل بلونسكي
أدريان هوفن: في دور هيلموت جينسبيرج
ويلي هارلاندر: في دور مايكل بروسل

## أحداث الفيلم
تدور الأحداث عام 1939 في ألمانيا النازية في فترة الرايخ الثالث (1933 – 1945). ويلي وروبرت في حالة حب: هي، مغنية ألمانية صغيرة تظهر في ملهى ليلي في زيورخ وتسعى للنجاح والشهرة، وهو ابن عائلة يهودية ثرية، والده رئيس منظمة تساعد اليهود على الفرار من ألمانيا النازية. يعارض الوالد هذه العلاقة، خوفا من أن يتعرض عمل منظمته للخطر، فهو يسمح لويلي بمرافقة روبرت في مهمة سرية بين ألمانيا  وسويسرا، حيث يكتشف العشاق أن والد روبرت لعب خدعة قاسية عليهم، لا يُسمح لويلي بالعودة إلى البلاد، ويتضح لهم إنهم مجبرون على الإنفصال. تبقى ليلي في ألمانيا وتصبح مشهورة. تظهر لأول مرة في ميونخ تحت أسم «ليلي مارلين»، ويقوم النازي المؤثر هنكل، بدعم ويلي وبتسجيل أغنية لها. عندما تعزف محطة الإذاعة العسكرية الألمانية في بلجراد الأغنية، تلمع ويلي في سماء الفن فجأة كنجمًا نازيًا ألمانيًا كبيرًا يحتفل به ويحظى بإعجاب الفوهرر نفسه. روبرت يزور ويلي في برلين باستخدام أسم مستعار. ومع ذلك، يراقب الجستابو إجتماعهم. بينما تذهب ويلي في جولة إلى الجبهة الشرقية، ويتم القبض على روبرت.
توافق ليلي على حمل معلومات عن معسكرات الإبادة، والتي من المفترض أن يتم تسليمها إلى منظمة زيورخ حتى يتمكن والد روبرت من استخدام الأدلة لتحرير إبنه. تتحطم مسيرة ويلي الفنية عندما تنكشف تحركاتها، وبدافع اليأس والخوف من النازيين، تحاول الإنتحار. يساعدها روبرت من خلال الإيعاز لمحطة الإذاعة العسكرية البريطانية، أن تبث خبر إعتقالها والإبلاغ عن إغتيالها لاحقًا. تجبر شعبية «ويلي» المذهلة النازيين على إنكار الأخبار، تُجبر ويلي على العودة إلى المسرح مرة أخرى. عندما تنتهي الحرب، تلتقى بروبرت مرة أخرى، وعليها أن تعترف بأن سعادتهم السابقة أصبحت في حالة يرثى لها.

## الاستقبال
منح موقع الطماطم الفاسدة Rotten Tomatoes فيلم «ليلي مارلين» تقدير 45%.

## وصلات خارجية
- ليلي مارلين (فيلم)
- ليلي مارلين (فيلم)